# Stadio Adriatico
Het Stadio Adriatico - Giovanni Cornacchia is een voetbalstadion in Pescara, dat plaats biedt aan 24.400 toeschouwers. De bespeler van het stadion is Pescara. Het stadion werd geopend in 1955 en is ontworpen door de Italiaanse architect Luigi Piccinato. Tijdens de Olympische Zomerspelen in 1960 werd het stadion, dat in 2009 gerenoveerd was, gebruikt voor voetbalwedstrijden. Ook was het het hoofdstadion van de Middellandse Zeespelen in 2009. Daarnaast is er een aantal wedstrijden gespeeld door het Italiaans voetbalelftal en stond het reserve voor het Wereldkampioenschap voetbal in 1990.
Op 22 oktober 2009 werd de naam van Giovanni Cornacchia, een Olympisch hordeloper afkomstig uit Pescara, aan de naam van het stadion toegevoegd. Virtus Lanciano heeft ook nog een tijd wedstrijden gespeeld in het stadion, omdat hun eigen thuisbasis niet aan de eisen van de Serie B voldeden.
Giuseppe Meazza (AC Milan/Inter Milan) ·
Olimpico (AS Roma/SS Lazio) ·
Atleti Azzuri (Atalanta Bergamo) ·
Renato Dall'Ara (Bologna) ·
Giovanni Zini (Cremonese) ·
Carlo Castellani (Empoli) ·
Artemio Franchi (Fiorentina) ·
Marcantonio Bentegodi (Hellas Verona) ·
Allianz Stadium (Juventus) ·
Via del Mare (Lecce) ·
Brianteo (Monza) ·
Diego Armando Maradona (Napoli) ·
Arechi (Salernitana) ·
Luigi Ferraris (Sampdoria) ·
Città del Tricolore (Sassuolo) ·
Alberto Picco (Spezia) ·
Olimpico di Torino (Torino) ·
Friuli (Udinese)
Cino e Lillo Del Duca (Ascoli) ·
San Nicola (Bari) ·
Ciro Vigorito (Benevento) ·
Mario Rigamonti (Brescia) ·
Unipol Domus (Cagliari) ·
Pier Cesare Tombolato (Cittadella) ·
Giuseppe Sinigaglia (Como) ·
San Vito-Gigi Marulla (Cosenza) ·
Benito Stirpe (Frosinone) ·
Luigi Ferraris (Genoa) ·
Alberto Braglia (Modena) ·
Renzo Barbera (Palermo) ·
Ennio Tardini (Parma) ·
Renato Curi (Perugia) ·
Garibaldi-Romeo Anconetani (Pisa) ·
Oreste Granillo (Reggina) · 
Paolo Mazza (SPAL) ·
Druso (Südtirol) ·
Libero Liberati (Ternana) ·
Pierluigi Penzo (Venezia)